# Рекканж-сюр-Мес
Рекканж-сюр-Мес (люкс. Reckeng op der Mess, фр. Reckange-sur-Mess) — коммуна в Люксембурге, располагается в округе Люксембург. Коммуна Рекканж-сюр-Мес является частью кантона Эш-сюр-Альзетт. В коммуне находится одноимённый населённый пункт.
Население составляет 1984 человек (на 2008 год), в коммуне располагаются 713 домашних хозяйств. Занимает площадь 20,42 км² (по занимаемой площади 54 место из 116 коммун). Наивысшая точка коммуны над уровнем моря составляет 368 м. (86 место из 116 коммун), наименьшая 282 м. (93 место из 116 коммун).

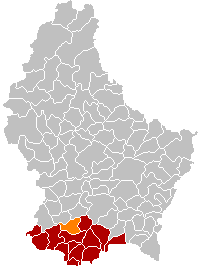
Оранжевый цвет - коммуна Рекканж-сюр-Мес, красный - кантон Эш-сюр-Альзетт.